# Sankt Claas
Sankt Claas ist ein Dorf in der Stadt Attendorn im Kreis Olpe. 
Der Ort mit etwa 155 Einwohnern liegt im Repetal und wird durch die Landstraße L 880 und die Kreisstraße K 7 erschlossen. In der Vergangenheit gab es unterschiedliche Bezeichnungen für den Ort. Im Jahr 1883 wurde er St. Nikolaus, 1885 Claas und ab 1895 St. Claas genannt. Der Verehrung des heiligen Nikolaus diente ein Heiligenhäuschen, das wegen des Straßenbaus nach 1945 abgerissen wurde. Seit 1987 existiert eine St. Nikolausgrotte, die von einem lokalen Verein betreut wird.